# Verena Reichel
Verena Reichel (* 21. März 1945 in Grimma; † 9. Februar 2022 in München) war eine deutsche literarische Übersetzerin.

## Leben
Verena Reichel wuchs zweisprachig in Stockholm und in Süddeutschland auf. Nachdem sie eine Ausbildung an einer Journalistenschule absolviert hatte, studierte sie Skandinavistik, Germanistik und Theaterwissenschaft. Ab 1972 arbeitete sie als freie Übersetzerin von Prosa, Lyrik und Theaterstücken aus dem Schwedischen, Norwegischen und Dänischen.
Verena Reichel war Mitglied im Verband deutschsprachiger Übersetzer literarischer und wissenschaftlicher Werke, VdÜ, im Verband Deutscher Schriftsteller. Sie erhielt u. a. folgende Auszeichnungen: 1987 den Übersetzerpreis der Schwedischen Akademie, 1992 den Helmut-M.-Braem-Preis, 1995 den Petrarca-Preis und den Nossack-Akademiepreis der Akademie der Wissenschaften und der Literatur in Mainz (zusammen mit Lars Gustafsson), 1998 den Jane Scatcherd-Preis sowie 2008 den Johann-Heinrich-Voß-Preis für Übersetzung.
Im Februar 2022 verstarb sie im Alter von 76 Jahren in München.

## Werke
- Die Beschreibung einer Zeit durch drei Variationen einer Lebensgeschichte in Lars Gustafssons Romanzyklus „Sprickorna i muren“, Köln 1977
- Widerspruchsgeist statt Waldesrauschen, München 1987

## Herausgeberschaft
- Lars Gustafsson: Ein Vormittag in Schweden, München [u. a.] 1998

## Übersetzungen
- Lars Andersson: Der Eistaucher, München [u. a.] 1986
- Ingmar Bergman: Einzelgespräche, München [u. a.] 1996
- Ingmar Bergman: Sonntagskinder, Köln 1996
- Ingmar Björkstén: Entzweiungen, München 1984
- Monica Braw: Frauen in Japan, Frankfurt am Main 1982
- Tomas von Brömssen: Schweres Gras, Frankfurt am Main 1992
- Per Olov Enquist: Mann im Pool, Düsseldorf 1985
- Per Olov Enquist: Strindberg, Darmstadt [u. a.] 1985
- Katarina Frostenson: Die in den Landschaften verschwunden sind, München [u. a.] 1999
- Nils Gredeby: Herrn Leonhards Kinder, Frankfurt am Main 1990
- Marianne Greenwood: Reise in meinem Adreßbuch, Reinbek bei Hamburg 1991
- Lars Gustafsson: Auszug aus Xanadu, München [u. a.] 2003 (übersetzt zusammen mit Hans Magnus Enzensberger)
- Lars Gustafsson: Blom und die zweite Magenta, München [u. a.] 2001
- Lars Gustafsson: Der Dekan, München [u. a.] 2004
- Lars Gustafsson: Die dritte Rochade des Bernard Foy, München [u. a.] 1986
- Lars Gustafsson: Erzählungen von glücklichen Menschen, München [u. a.] 1981
- Lars Gustafsson: Das Familientreffen, München [u. a.] 1976
- Lars Gustafsson: Geheimnisse zwischen Liebenden, München [u. a.] 1997
- Lars Gustafsson: Herr Gustafsson persönlich, München 1972
- Lars Gustafsson: Nachmittag eines Fliesenlegers, München [u. a.] 1991
- Lars Gustafsson: Onkel Knutte und andere Erzählungen, Ravensburg 1991
- Lars Gustafsson: Palast der Erinnerung, München [u. a.] 1996
- Lars Gustafsson: Die Sache mit dem Hund, München [u. a.] 1994
- Lars Gustafsson: Das seltsame Tier aus dem Norden und andere Merkwürdigkeiten, München [u. a.] 1989
- Lars Gustafsson: Sigismund, München [u. a.] 1977
- Lars Gustafsson: Die Stille der Welt vor Bach, München [u. a.] 1982
- Lars Gustafsson: Die Tennisspieler, München [u. a.] 1979
- Lars Gustafsson: Der Tod eines Bienenzüchters, München [u. a.] 1978
- Lars Gustafsson: Trauermusik, München [u. a.] 1984
- Lars Gustafsson: Die unnötige Gegenwart, München [u. a.] 1975
- Lars Gustafsson: Vier Poeten, München 1991
- Lars Gustafsson: Vorbereitungen für die Wintersaison, München [u. a.] 1992
- Lars Gustafsson: Windy erzählt, München [u. a.] 1999
- Lars Gustafsson: Wollsachen, München 1974
- Madeleine Gustafsson: Die Lawine hinauf, München [u. a.] 1988
- Lennart Hagerfors: Der lachende Kongolese, Reinbek bei Hamburg 1991
- Lennart Hagerfors: Der Sarekmann, Reinbek bei Hamburg 1993
- Lennart Hagerfors: Die Wale im Tanganjikasee, Reinbek bei Hamburg 1987
- Helle Helle: Haus und Heim, Stuttgart [u. a.] 2001
- Per Christian Jersild: Das Haus zu Babel, Köln 1978
- Per Christian Jersild: Die Insel der Kinder, Köln 1978
- Per Christian Jersild: Stielauge, Zürich 1985
- Eyvind Johnson: Reise ins Schweigen, Berlin [u. a.] 1975
- Leo Klüger: Lache, denn morgen bist du tot, München [u. a.] 1998
- Torgny Lindgren: Bathseba, München [u. a.] 1987
- Torgny Lindgren: Das Höchste im Leben, München [u. a.] 2003
- Torgny Lindgren: Hummelhonig, München 1997
- Torgny Lindgren: Die Legende vom Lügen, München 1989
- Per Lysander: Die Speckpferde, Frankfurt am Main 1989
- Anneli Mäkelä: Flußpferde, Frankfurt am Main 1995
- Henning Mankell: Der Chronist der Winde, Wien 2000
- Henning Mankell: Die italienischen Schuhe, Paul Zsolnay Verlag, Wien 2007
- Henning Mankell: Die rote Antilope, Wien 2001
- Henning Mankell: Erinnerung an einen schmutzigen Engel, Wien 2012
- Henning Mankell: Ich sterbe, aber die Erinnerung lebt, Wien 2004
- Henning Mankell: Tea-Bag, Wien 2003
- Merete Mazzarella: Heimkehr vom Fest, Reinbek bei Hamburg 1996
- Merete Mazzarella: Zuerst verkauften sie das Klavier, Reinbek bei Hamburg 1994
- Ingegerd Monthan: Die Geschichte vom Baum, Frankfurt am Main 1987
- Peter Nilson: Der Goldnagel, Stuttgart 1988
- Anders Olsson: Berliner Tagebuch, Münster 1987
- Anna-Karin Palm: Der Faun, Reinbek bei Hamburg 1994
- Anna-Karin Palm: In die Wüste, Frankfurt am Main 2004
- Anna-Karin Palm: Die Töchter des Malers, Frankfurt am Main 1999
- Kristian Petri: Die Insel am Ende des Meeres, München [u. a.] 1999
- Agneta Pleijel: Ein paar Sommerabende auf Erden, Reinbek bei Hamburg 1988
- Elisabeth Rynell: Schneeland, München 2000
- Astrid Saalbach: Die Ballettstunde, Wien 1988
- Hjalmar Söderberg: Doktor Glas, Reinbek bei Hamburg 1992
- Eva Ström: Das Krötenaquarium, Frankfurt am Main 1989
- Richard Swartz: Ein Haus in Istrien, München [u. a.] 2001
- Märta Tikkanen: Arnaia – ins Meer geworfen, Reinbek bei Hamburg 1993
- Märta Tikkanen: Aus Liebe, Reinbek bei Hamburg 1989
- Märta Tikkanen: Der große Fänger, Reinbek bei Hamburg 1990
- Märta Tikkanen: Die Liebesgeschichte des Jahrhunderts, Reinbek bei Hamburg 1981
- Märta Tikkanen: Der Schatten unter dem du lebst, Reinbek bei Hamburg 1985
- Märta Tikkanen: Ein Traum von Männern, nein, von Wölfen, Reinbek bei Hamburg 1987
- Märta Tikkanen: Persönliche Fragen, Reinbek bei Hamburg 1997
- Märta Tikkanen: Wie vergewaltige ich einen Mann?. Rowohlt Taschenbuch Verlag, Reinbek bei Hamburg 1980 ISBN 3-499-14581-2.
- Lars Johan Werle: Animalen, München 1982